# Palazzo Brühl-Marcolini

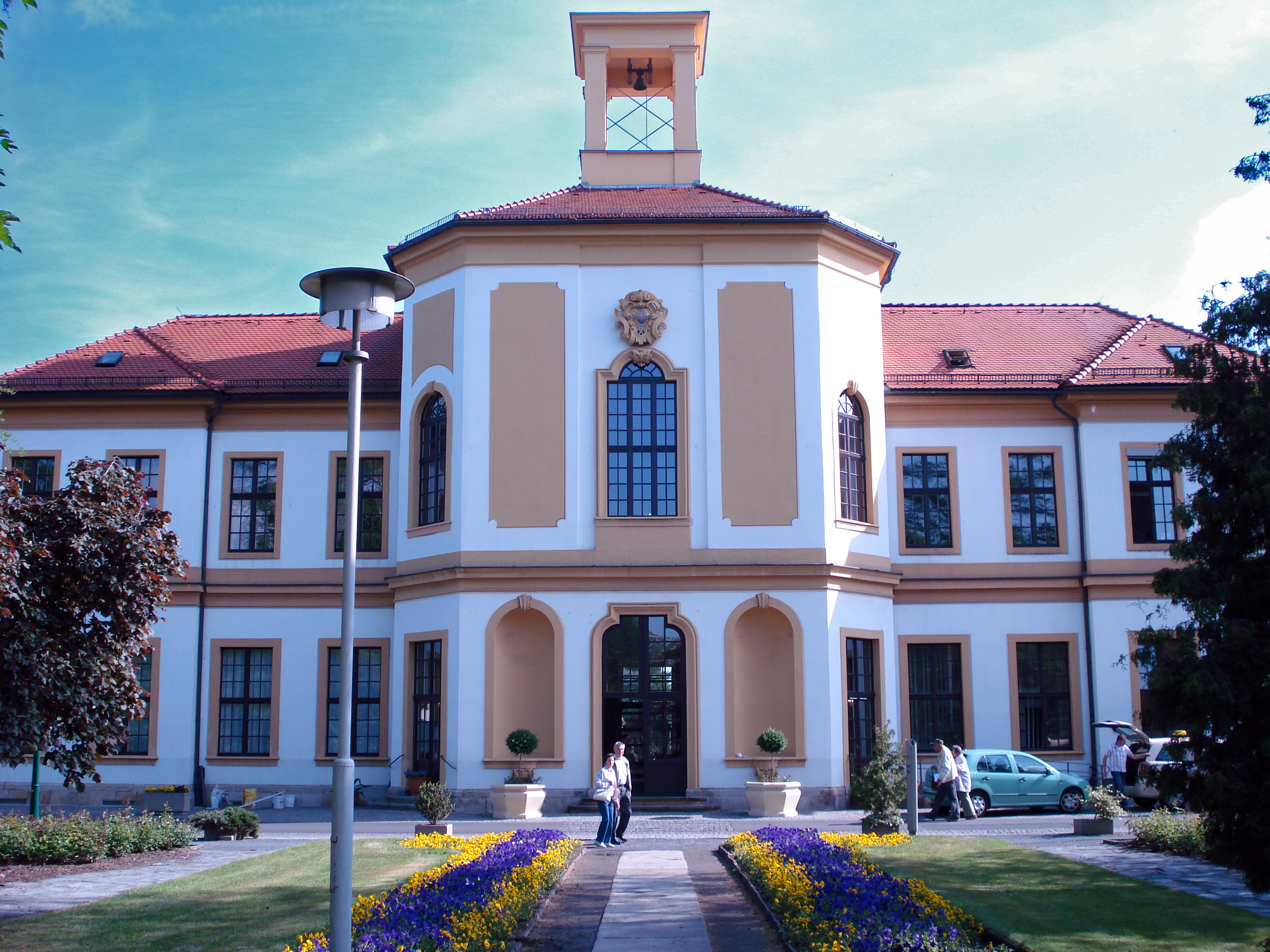
Il palazzo oggi - Ospedale di Friedrichstadt

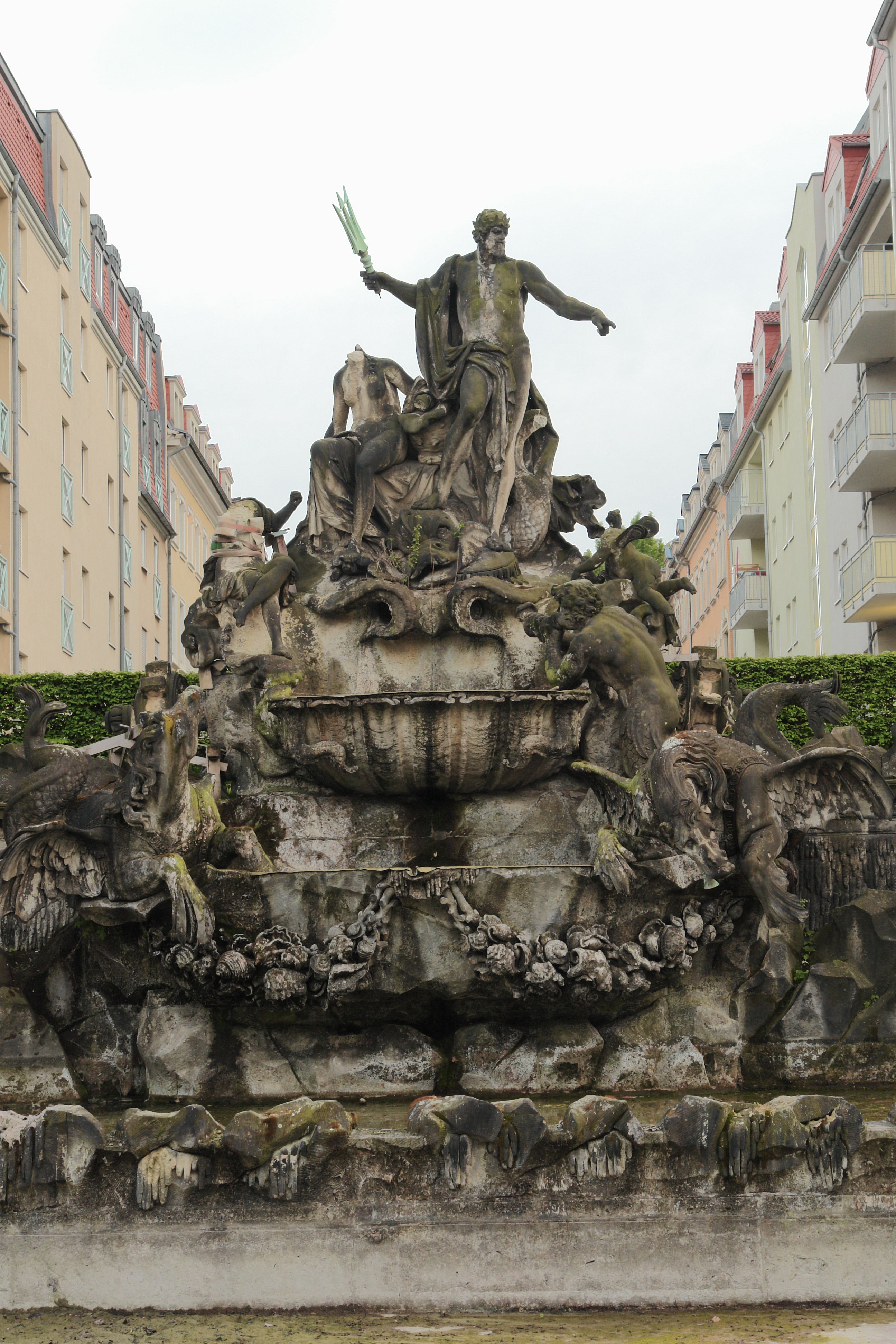
Fontana di Nettuno.

Il palazzo Brühl-Marcolini è un palazzo risalente al 1717 eretto a Dresda, nel sobborgo Ostra, attuale quartiere di Friedrichstadt. Oggi è occupato dall'ospedale di Dresda.
Non deve essere confuso con il palazzo Marcolini nella zona di Waldschlösschen, né con l'ex palazzo Brühl sulla Brühlsche Terrasse.

## La sua costruzione
Già nel tardo XVII secolo vi era al suo posto un giardino signorile, che nel 1718 venne acquistato dal conte dell'impero von Manteuffel. Nel 1726 fu acquistato da Augusto II di Polonia, che ne fece dono l'anno successivo a un duca del Württemberg Federico Luigi di Württemberg-Winnental, la cui consorte, la contessa Ursula Caterina di Altenbockum, era stata sua amante. Negli anni 1727/28 ella fece presumibilmente erigere colà dall'architetto Johann Christoph Naumann un palazzo con una sala centrale ottagonale e sopra un salone per le feste come anche corte ali verso la futura Friedrichstraße.
Nel 1736 la contessa dovette vendere il palazzo al conte Heinrich von Brühl, che lo fece ampliare  con un'ala laterale dall'architetto Johann Christoph Knöffe, trasformandolo in una residenza di onore. Egli fece anche erigere, tra il 1741 e il 1744, a chiusura dell'asse principale del giardino, la dispendiosa fontana di Nettuno, dallo scultore italiano Lorenzo Mattielli.
Passato di proprietà il palazzo al conte Camillo Marcolini-Ferretti, questi incaricò nel 1774 gli architetti Johann Daniel Schade e Johann Gottfried Kuntsch di rinnovare l'edificio; verso il 1780 furono create le stanze cosiddette "cinese" e "pompeiana" a cura di Johann Ludwig Giesel e Christian Traugott Weinlig. Le figure decorative esterne furono realizzate da Johann Baptist Dorsch e Thaddäus Ignatius Wiskotschill. Dorsch realizzò le statue dei due leoni in pietra accanto al portale principale, due erme e l'arma comitale; Wiskotschill altre erme e figure del giardino, che successivamente furono collocate nel Bürgerwiese. Durante il bombardamento di Dresda del 13 e 14 febbraio 1945 le sculture furono in parte danneggiate.
Nel 1835 il nuovo proprietario del palazzo, il consigliere Carl Ernst Werner, adattò il palazzo a residenza per affittuari. Tra questi si annoverano anche l'architetto Ernst Hähnel e il compositore Richard Wagner.

## Situazione odierna
Oggi si sono conservati gli edifici barocchi del palazzo con le stanze cinese e pompeiana. I dipinti di quest'ultima sono di Johann Ludwig Giesel.
Dal 1849 l'ospedale di Dresda-Friedrichstadt si è collocato nel palazzo. Per questo esso subì completamenti e riaggiustamenti, con i quali il giardino alla francese e l'asse principale sono andati perduti.

## Eventi storici nel palazzo
Il 10 giugno 1813 Napoleone Bonaparte sostò nel palazzo, ove il 26 giugno 1813 incontrò il principe Klemens von Metternich. Il tentativo di Metternich di convincere Napoleone a fare concessioni sulla Polonia, Prussia, Germania del Nord e Illiria fallì.